# 大宮郵便局 (埼玉県)
大宮郵便局（おおみやゆうびんきょく）とは、埼玉県さいたま市北区に所在する郵便局。民営化前の分類では集配普通郵便局であった。

## 概要
住所：〒337-8799 埼玉県さいたま市北区東大成町1-631
大宮郵便局という名前だが、大宮区には存在せず、大宮区内の郵便物を集配しない。また、当局のある北区内の郵便物も集配しない。

### 併設施設
- ゆうちょ銀行大宮店（さいたま支店大宮出張所）：取扱店番号030080

## 沿革
- 1872年8月4日（明治5年7月1日） - 大宮郵便取扱所として開設[1]。
- 1873年（明治6年） - 大宮郵便役所となる[1]。
- 1875年（明治8年）1月1日 - 大宮郵便局（四等）となる[1]。
- 1879年（明治12年） - 為替取扱を開始[1]。
- 1881年（明治14年） - 貯金取扱を開始[1]。
- 1898年（明治31年）3月26日 - 大宮郵便電信局となる[1]。
- 1903年（明治36年）4月1日 - 通信官署官制の施行に伴い大宮郵便局となる[1]。
- 1963年（昭和38年）10月6日 - 電話通話事務および和文電報受付事務を開始[2]。
- 1966年（昭和41年）6月27日 - 大宮市大門町一丁目から、同市東大成町一丁目に局舎を新築、移転。
- 1966年（昭和41年）8月1日 - 郵政省より、郵便区分機械化の実験局の指定を受け、実用試験を開始する。
- 1986年（昭和61年）10月1日 - 京浜東北線・高崎線より西側の郵便番号を330から331へ変更。
- 1987年（昭和62年）8月24日 - 大宮市の西部（〒331地域）を大宮西郵便局に集配区域を分割する。
- 1992年（平成4年）8月3日 - 外国通貨の両替および旅行小切手の売買に関する業務取扱を開始。
- 2000年（平成12年）4月24日 - 大宮市の南東部をさいたま新都心郵便局に集配区域を分割する。
- 2003年（平成15年）4月1日 - 郵便番号を〒330-8799から〒337-8799へ変更。集配区域を見沼区に変更する。
- 2007年（平成19年）10月1日 - 民営化に伴い、併設された郵便事業大宮支店、ゆうちょ銀行大宮店に一部業務を移管。
- 2012年（平成24年）10月1日 - 日本郵便株式会社発足に伴い、郵便事業大宮支店を大宮郵便局に統合。

## 取扱内容

### 大宮郵便局
- 郵便、印紙、ゆうパック、内容証明
- 生命保険、バイク自賠責保険、自動車保険
- 地方公共団体事務（さいたま市戸籍の謄抄本など公的証明書の交付）
- 見沼区内および自店舗構内の集配業務。
  - なお、当局のある北区の集配業務は大宮西郵便局が担当。
- ゆうゆう窓口

### ゆうちょ銀行大宮店
- 貯金、貸付、為替、振替、振込、国際送金、外貨両替、国債、投資信託、変額年金保険
- ATM

## 周辺
- 大宮公園
- 鉄道博物館
- 埼玉県立歴史と民俗の博物館
- 氷川神社

## アクセス
- 東武野田線（東武アーバンパークライン） 北大宮駅から徒歩約9分
- 埼玉新都市交通ニューシャトル 鉄道博物館（大成）駅から徒歩約10分
- 東武バスウエスト 赤芝・大宮中央総合病院入口停留所下車
- 首都高速埼玉新都心線 新都心西出入口・新都心出入口から北へ約3km
- 駐車場あり：13台